# Matías Esquivel
Matías Esquivel (Lanús, Argentina, 22 de marzo de 1999) es un futbolista profesional argentino que se desempeña como centrocampista y actualmente juega en Talleres de Córdoba de la Primera División Argentina cedido de Mamelodi Sundowns de la Primera División de Sudáfrica.

## Trayectoria
Matías Esquivel debutó el 8 de diciembre del 2019 jugando para Lanús en la victoria de 1-0 contra Racing Club durante el torneo de la primera división argentina.
En febrero de 2022 fue cedido a Talleres de Córdoba por un año y con opción de compra.
En enero de 2023 regresó a Lanús luego de que Talleres no haga uso de la opción de compra.

## Clubes
| Club              | País      | Año         | PJ | Goles |
| ----------------- | --------- | ----------- | -- | ----- |
| Lanús             | Argentina | 2019 - 2022 | 56 | 4     |
| Talleres (cedido) | Argentina | 2022        | 27 | 5     |
| Lanús             | Argentina | 2023 - Act. | 35 | 1     |